# Nolléval
Nolléval est une commune française située dans le département de la Seine-Maritime en région Normandie.

## Géographie
| La Hallotière        |          | Le Mesnil-Lieubray |
| Sigy-en-Bray         | Nolléval | La Feuillie        |
| Morville-sur-Andelle |          |                    |

### Hydrographie
La commune est située dans le bassin Seine-Normandie. Elle est drainée par l'Andelle, le fossé 01 de la commune de Nolleval, le fossé 02 de la commune de Nolleval, l'Andelle et divers autres petits cours d'eau,.
L'Andelle, d'une longueur de 57 km, prend sa source dans la commune de Serqueux et se jette  dans la Seine à Pîtres, après avoir traversé 24 communes. 

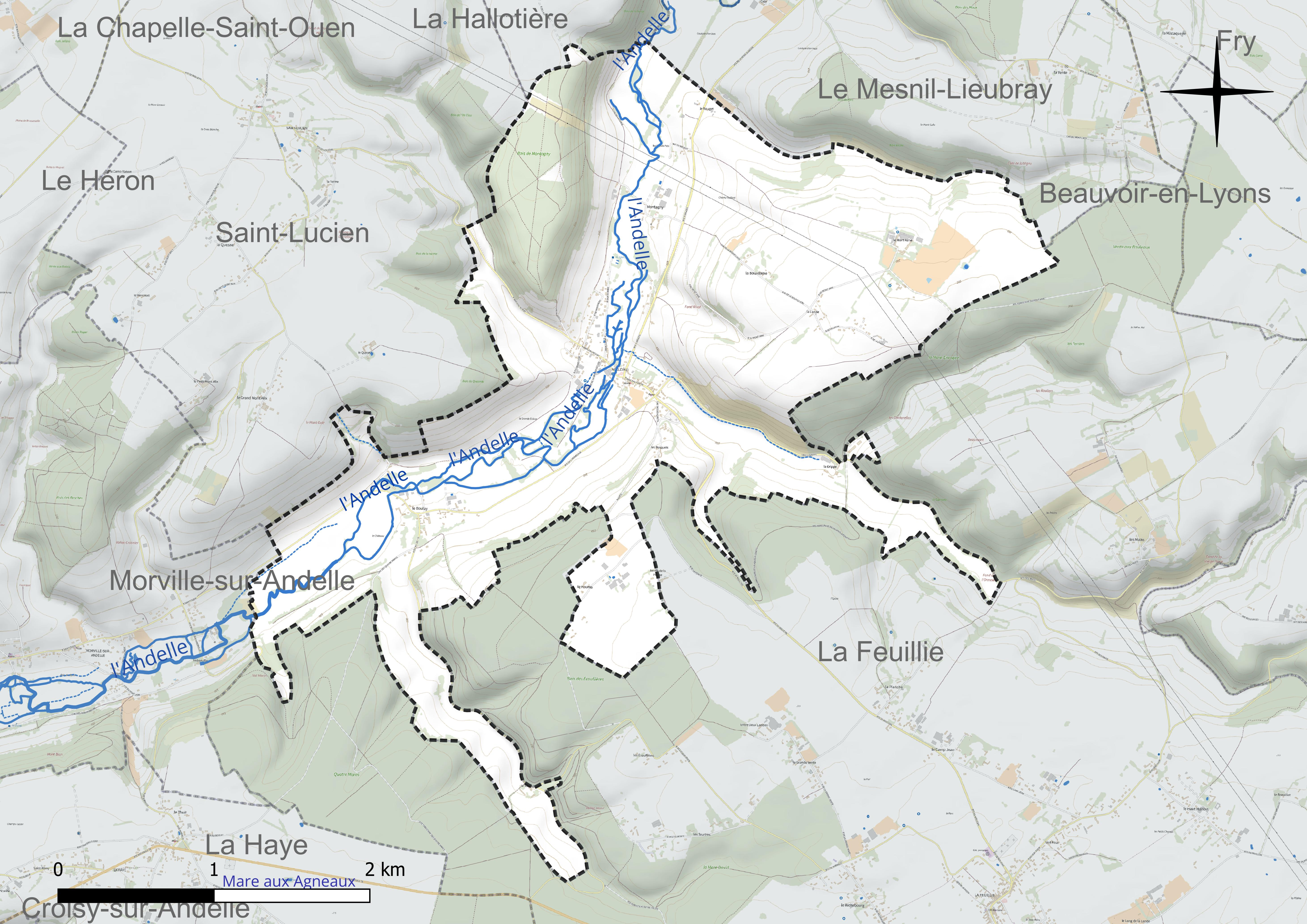
Réseau hydrographique de Nolléval.

### Climat
Pour des articles plus généraux, voir Climat de la Normandie et Climat de la Seine-Maritime.
En 2010, le climat de la commune est de type climat océanique dégradé des plaines du Centre et du Nord, selon une étude du CNRS s'appuyant sur une série de données couvrant la période 1971-2000. En 2020, Météo-France publie une typologie des climats de la France métropolitaine dans laquelle la commune est exposée à un climat océanique et est dans la région climatique Côtes de la Manche orientale, caractérisée par un faible ensoleillement (1 550 h/an) ; forte humidité de l’air (plus de 20 h/jour avec humidité relative > 80 % en hiver), vents forts fréquents. Parallèlement le GIEC normand, un groupe régional d’experts sur le climat, différencie quant à lui, dans une étude de 2020, trois grands types de climats pour la région Normandie, nuancés à une échelle plus fine par les facteurs géographiques locaux. La commune est, selon ce zonage, exposée à un « climat contrasté des collines », correspondant au Pays de Bray, bien arrosé et frais.
Pour la période 1971-2000, la température annuelle moyenne est de 10,2 °C, avec une amplitude thermique annuelle de 14,1 °C. Le cumul annuel moyen de précipitations est de 825 mm, avec 12,9 jours de précipitations en janvier et 8,3 jours en juillet. Pour la période 1991-2020, la température moyenne annuelle observée sur la station météorologique la plus proche, située sur la commune de Forges-les-Eaux à 14 km à vol d'oiseau, est de 10,7 °C et le cumul annuel moyen de précipitations est de 860,1 mm,. Pour l'avenir, les paramètres climatiques de la commune estimés pour 2050 selon différents scénarios d’émission de gaz à effet de serre sont consultables sur un site dédié publié par Météo-France en novembre 2022.

## Urbanisme

### Typologie
Au 1er janvier 2024, Nolléval est catégorisée commune rurale à habitat dispersé, selon la nouvelle grille communale de densité à sept niveaux définie par l'Insee en 2022.
Elle est située hors unité urbaine. Par ailleurs la commune fait partie de l'aire d'attraction de Rouen, dont elle est une commune de la couronne,. Cette aire, qui regroupe 317 communes, est catégorisée dans les aires de 200 000 à moins de 700 000 habitants,.

### Occupation des sols
L'occupation des sols de la commune, telle qu'elle ressort de la base de données européenne d’occupation biophysique des sols Corine Land Cover (CLC), est marquée par l'importance des territoires agricoles (84,8 % en 2018), en diminution par rapport à 1990 (88,1 %). La répartition détaillée en 2018 est la suivante : 
prairies (38,7 %), terres arables (35,1 %), forêts (11,9 %), zones agricoles hétérogènes (11 %), zones urbanisées (3,3 %). L'évolution de l’occupation des sols de la commune et de ses infrastructures peut être observée sur les différentes représentations cartographiques du territoire : la carte de Cassini (XVIIIe siècle), la carte d'état-major (1820-1866) et les cartes ou photos aériennes de l'IGN pour la période actuelle (1950 à aujourd'hui).

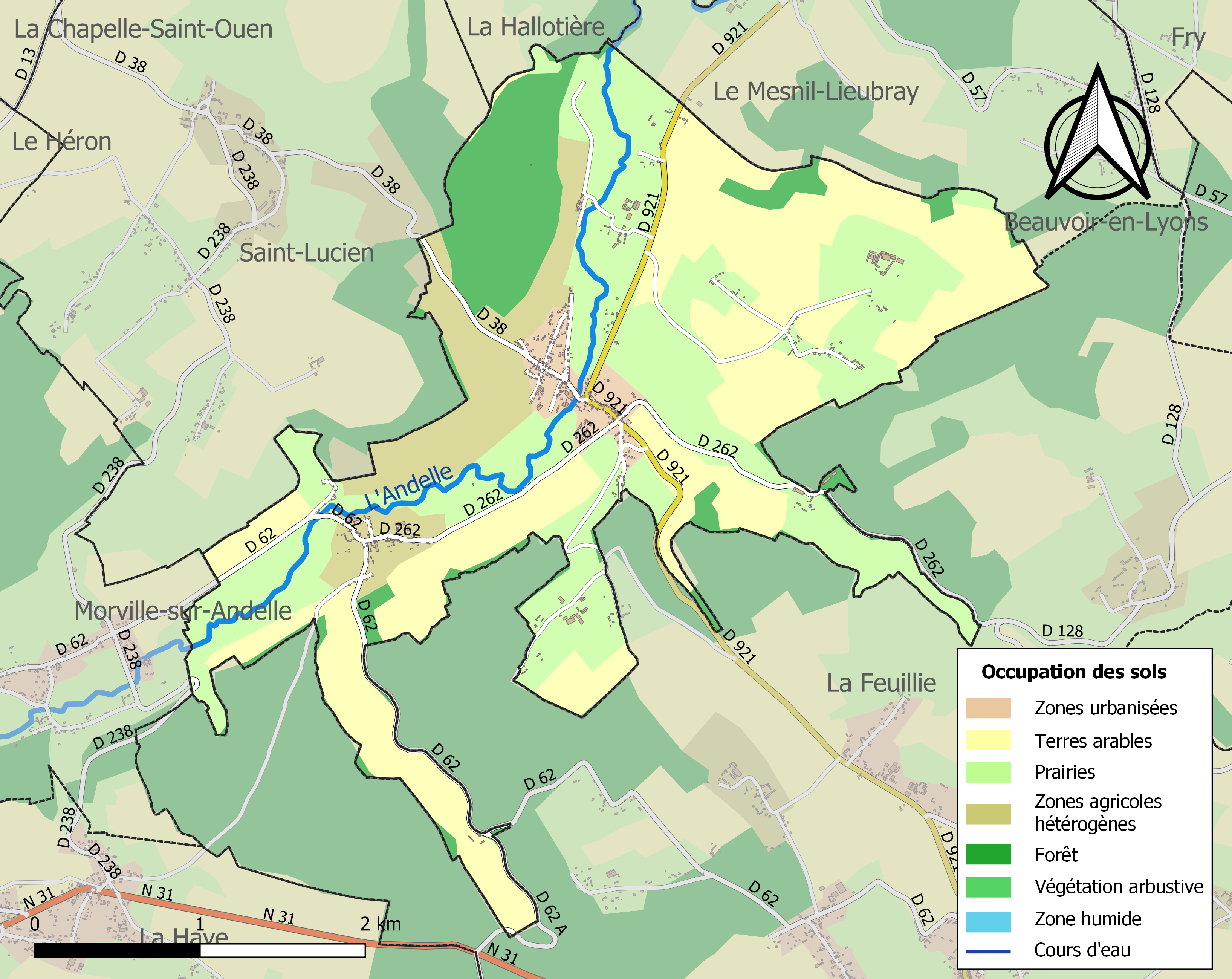
Carte des infrastructures et de l'occupation des sols de la commune en 2018 (CLC).

### Voies de communication et transports
- Ligne Charleval - Serqueux aujourd'hui déferrée.

## Toponymie
Le nom de la localité est attesté sous la forme Loteneisval en 1040 et 1048,, Noelesval et Noleval au XVIIe siècle, Nolleval en 1793, Noleval en 1801.
La mention Loteneisval est isolée, au début du XIe siècle.

## Histoire
Nolléval est issu de la fusion en 1824 de trois communes : Nolléval, Boulay et Montagny-sur-Andelle. L'église Saint-Jacques de Montagny est démolie en 1832. Il reste en 1870 le chœur du XIIIe siècle, devenu une chapelle.

## Politique et administration
| Période                                  | Période                    | Identité                                             | Étiquette    | Qualité |
| ---------------------------------------- | -------------------------- | ---------------------------------------------------- | ------------ | --- |
| Les données manquantes sont à compléter. |                            |                                                      |              | |
|                                          |                            | Jean Baptiste Henry Guesdon du Lesmont (1772-1851)   |              | Propriétaire précédemment maire de Boulay (réunie à Nolléval en 1824) Conseiller général d'Argueil (1848 → 1852) |
| 1870                                     | 1875                       | Louis-François-Ephrem Guesdon du Lesmont (1809-1875) |              | Propriétaire Conseiller général d'Argueil (1871 → 1875) fils du précédent                                        |
| vers 1884                                |                            | Charles Vigneron                                     |              | |
| 1930                                     |                            | M. Leroux                                            |              | |
| Les données manquantes sont à compléter. |                            |                                                      |              | |
| mars 1989                                | 2014                       | Jacques Carré                                        | Apparenté FN | retraité |
| 2014                                     | mai 2020                   | Raymond Dupard                                       |              | |
| juillet 2020                             | En cours (au 10 août 2020) | Karine Lemoine                                       |              | |

## Démographie
L'évolution du nombre d'habitants est connue à travers les recensements de la population effectués dans la commune depuis 1793. Pour les communes de moins de 10 000 habitants, une enquête de recensement portant sur toute la population est réalisée tous les cinq ans, les populations de référence des années intermédiaires étant quant à elles estimées par interpolation ou extrapolation. Pour la commune, le premier recensement exhaustif entrant dans le cadre du nouveau dispositif a été réalisé en 2005.

En 2022, la commune comptait 417 habitants, en évolution de −6,92 % par rapport à 2016 (Seine-Maritime : +0,35 %, France hors Mayotte : +2,11 %).
| 1793 | 1800 | 1806 | 1821 | 1831 | 1836 | 1841 | 1846 | 1851 |
| ---- | ---- | ---- | ---- | ---- | ---- | ---- | ---- | ---- |
| 370  | 329  | 346  | 285  | 582  | 616  | 598  | 544  | 552  |

| 1856 | 1861 | 1866 | 1872 | 1876 | 1881 | 1886 | 1891 | 1896 |
| ---- | ---- | ---- | ---- | ---- | ---- | ---- | ---- | ---- |
| 507  | 523  | 515  | 503  | 474  | 430  | 472  | 471  | 439  |

| 1901 | 1906 | 1911 | 1921 | 1926 | 1931 | 1936 | 1946 | 1954 |
| ---- | ---- | ---- | ---- | ---- | ---- | ---- | ---- | ---- |
| 393  | 381  | 413  | 409  | 403  | 446  | 418  | 432  | 402  |

| 1962 | 1968 | 1975 | 1982 | 1990 | 1999 | 2005 | 2006 | 2010 |
| ---- | ---- | ---- | ---- | ---- | ---- | ---- | ---- | ---- |
| 441  | 412  | 402  | 347  | 335  | 303  | 375  | 390  | 433  |

| 2015 | 2020 | 2022 | - | - | - | - | - | - |
| ---- | ---- | ---- | - | - | - | - | - | - |
| 449  | 424  | 417  | - | - | - | - | - | - |

## Culture locale et patrimoine

### Lieux et monuments

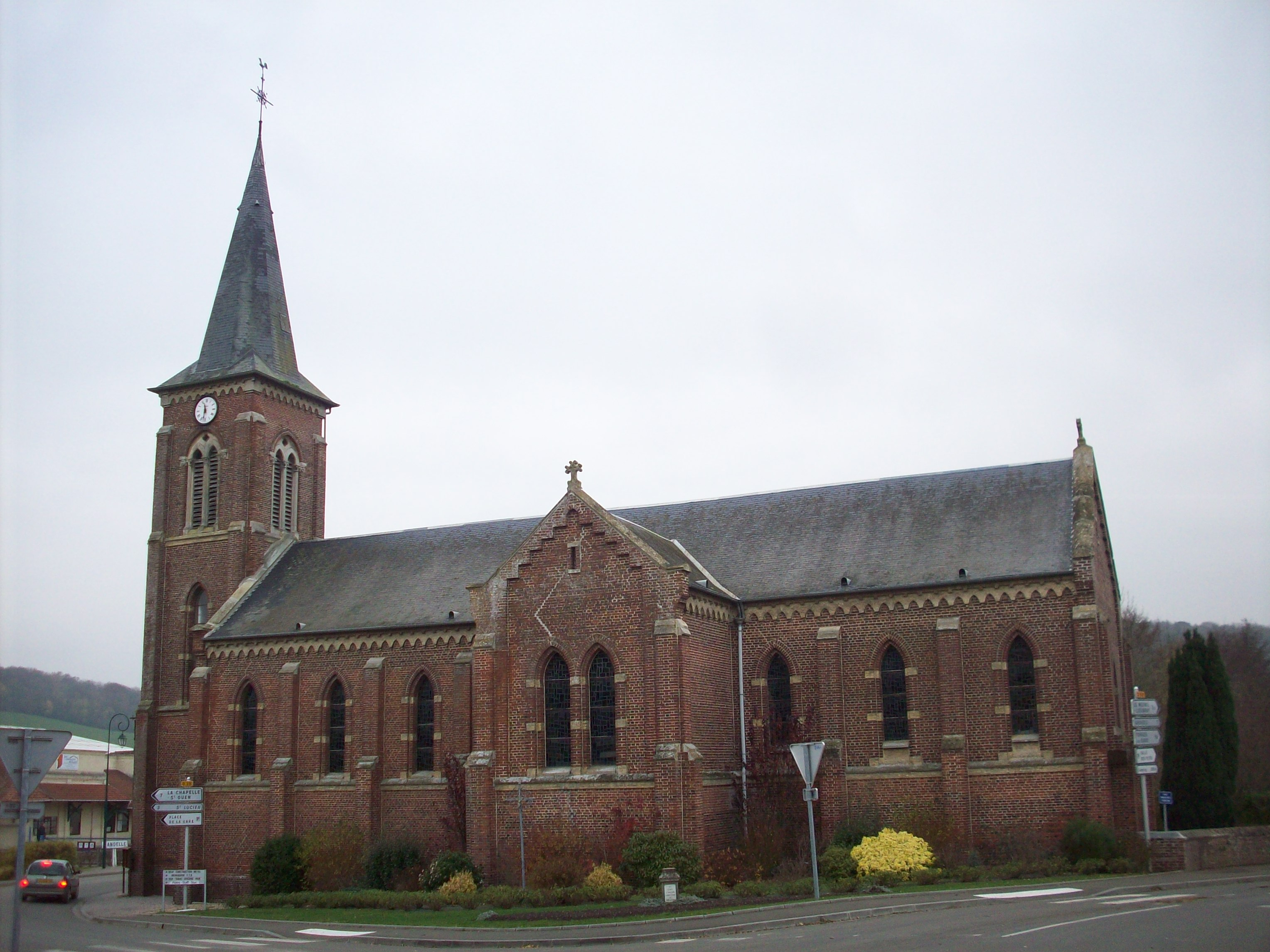
L'église.

- L'église Saint-Aubin. Construite en 1884 à l'emplacement de l'ancienne. Son retable en bois sculpté provient de l’église du Boulay.
- La chapelle Saint-Leu de Montagny-sur-Andelle.
- Gare et maison de garde-barrière de Nolléval-La Feuillie Notice no IA76004126, sur la plateforme ouverte du patrimoine, base Mérimée, ministère français de la Culture

### Patrimoine naturel
Site classé
- Tilleul du Boulay, au hameau du Boulay  Site classé (1932).

### Cartes postales anciennes

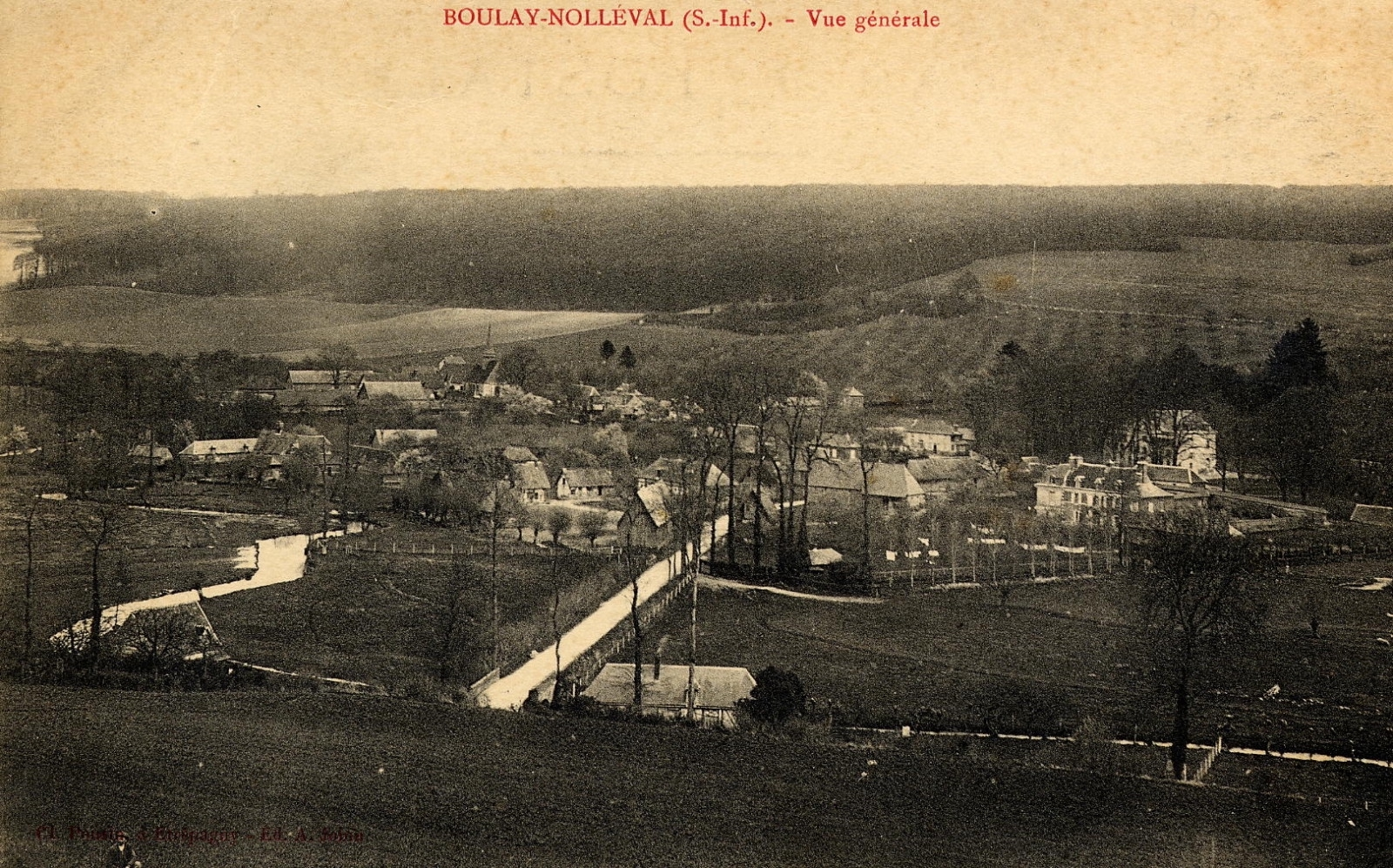
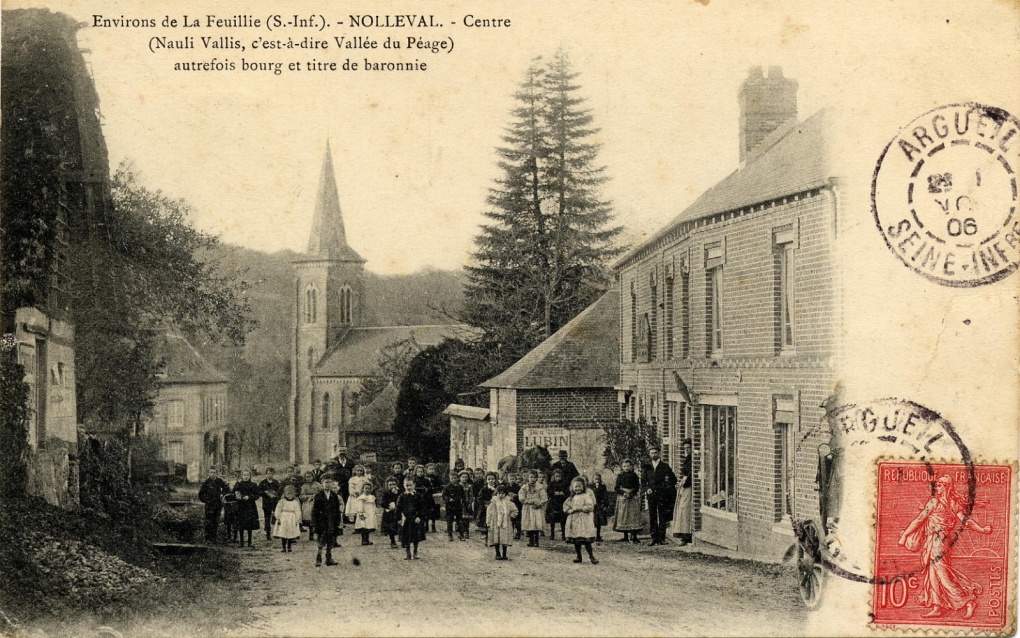
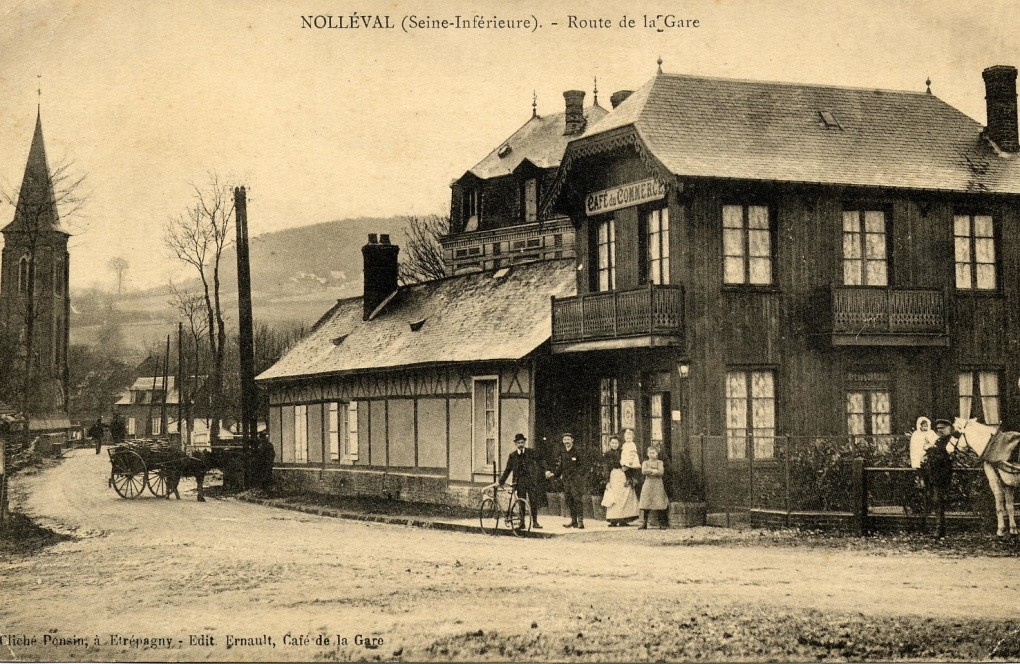
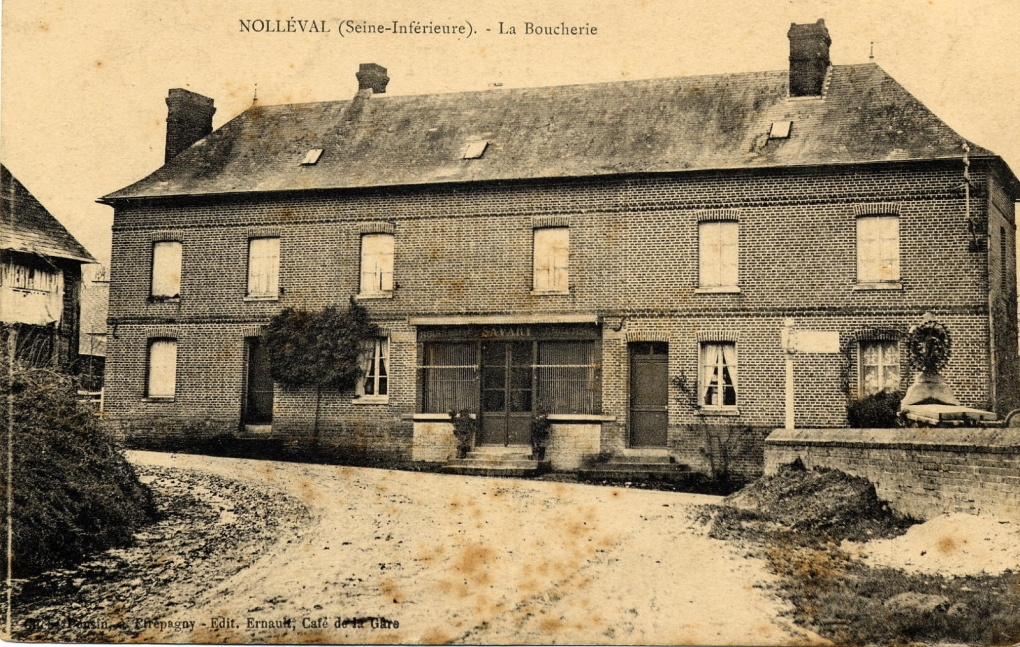
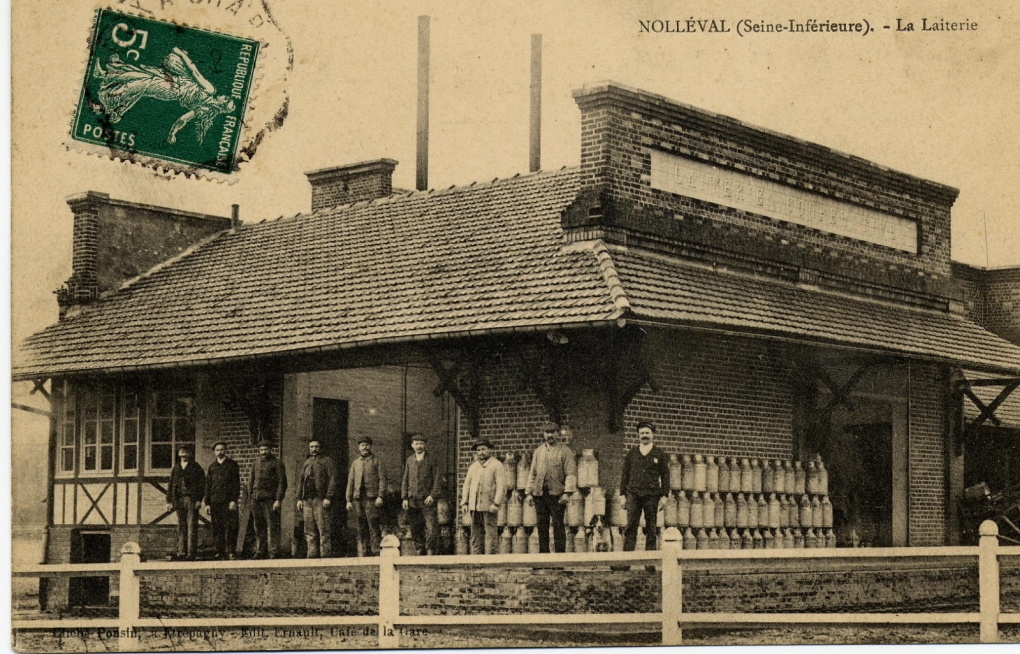
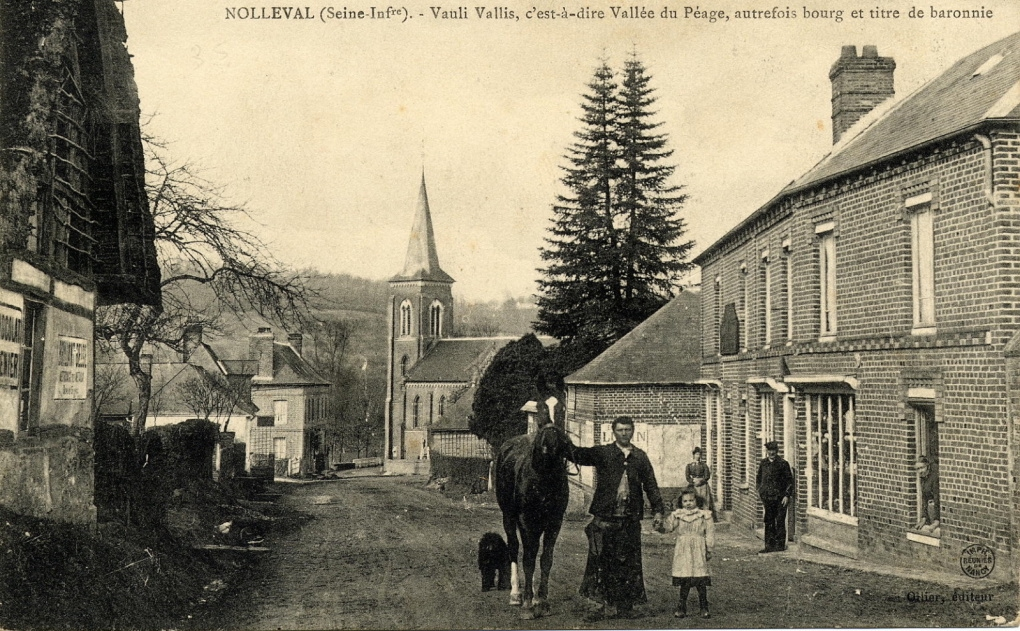

### Héraldique
| Armes de Nolléval | Les armes de la commune de Nolléval se blasonnent ainsi : Parti: au 1er de sinople à la tour d'argent maçonnée de sable ; au 2e d'azur à trois ondes en fasce d'argent ; le tout sommé d'un chef de gueules chargé de cinq besants d'or. Création de J. Carré, délibération validée en préfecture en janvier 1980. |

### Personnalités liées à la commune
- Louis-François-Ephrem Guesdon du Lesmont (1809-1875) 
Né à Rouen le 12 juin 1809, conseiller général en 1851, donne sa démission en 1852 et redevient conseiller général en 1871, maire de Nolléval de 1870 à 1875, président du Comice agricole de Neufchâtel-en-Bray, du Syndicat de la rivière d'Andelle et de la Société centrale des chasseurs.